# Алядинов, Аблямит
Аблямит Алядинов (род. 11 мая 1933) — начальник агрегата по производству витаминной муки совхоза имени Пушкина Баяутского района Сырдарьинской области, Узбекская ССР, полный кавалер ордена Трудовой Славы (1985).

## Биография
Родился 11 мая 1933 года в селе Янджо, ныне Путиловка Бахчисарайского района Республики Крым, в крестьянской семье. Крымский татарин. Пережил оккупацию.
В 1944 году вместе с семьёй был депортирован сначала в Костромскую область, затем в 1947 году Узбекистан. Жил в посёлке совхоза «Баяут» Сырдарьинской области. Здесь окончил школу-семилетку.
Работая в совхозе освоил ряд строительных профессий. Окончил курсы водителей, автомехаников, работал автомехаником в гараже совхоза.
В 1960 году участвовал в установке и настройке поступившей в совхоз новой техники — агрегата по производству витаминной муки. Затем прошёл курс обучения и стал работать оператором, со временем — начальником агрегата.
Вот что рассказал Аблямит-ага о своём большом трудовом пути: 

"В конце 1960-х в совхозе у нас стоял польский агрегат АВМ (агрегат по производству витаминной муки). Я тогда работал автомехаником в гараже. Мне и ещё двоим механикам поручили установить и наладить этот агрегат, дали срок — месяц. За то, что мы уложились в срок и запустили этот агрегат, нам выписали премию, меня наградили именными часами.— 
Агрегат производил так называемую витаминную муку из люцерны для корма животным, которая расходилась в животноводческие хозяйства по всему Советскому Союзу.
По инициативе Алядинова был внедрён ряд рационализаторских предложений, которые позволили снизить себестоимость продукции, в качестве сырья для муки пробовали использовать камыш, картофельную ботву. В сезон работали от зари до зари.
Производство приносило совхозу до 100 тысяч рублей прибыли. На его базе проводились семинары, приезжали учиться представители хозяйств со всего Узбекистана.
Указами Президиума Верховного Совета СССР от 14 февраля 1975 года и 25 декабря 1976 года Алядинов Аблямит награждён орденами Трудовой Славы 3-й и 2-й степени соответственно.
Указом Президиума Верховного Совета СССР от 27 июля 1986 года Алядинов Аблямит награждён орденом Трудовой Славы 1-й степени. Стал полным кавалером ордена Трудовой Славы.
Проработал на агрегатах 22 года.
В Узбекистане он был окружён большим уважением и почётом. Но в 1992 (1989) г. Аблямит-ага решил с семьёй переехать на родину — в Крым. Воспитал с женой трёх детей, 12 внуков и 7 правнуков. Работал в совхозе «Докучаевский» в Первомайском районе. 20 сезонов на агрегате АГМ-650 — производил корм для животных (дерть).
Проживает в селе Гришино Первомайского района.

## Награды
Награждён орденами Трудовой Славы 1-й, 2-й, 3-й степеней: 3 ст. 14.02.1975 № 4633
2 ст. 25.12.1976 № 46
1 ст. 27.07.1986 № 469
- медалями